# Diecezja Cachoeira do Sul
Diecezja Cachoeira do Sul (łac. Dioecesis Cachoëirensis Australis) – diecezja Kościoła rzymskokatolickiego w Brazylii. Należy do metropolii Santa Maria i wchodzi w skład regionu kościelnego Sul 3. Została erygowana przez papieża Jana Pawła II bullą Brasilienses quidem w dniu 17 lipca 1991.

## Główne świątynie
- Katedra: Katedra Niepokalanego Poczęcia Najświętszej Maryi Panny w Cachoeira do Sul

## Biskupi diecezjalni
- Ângelo Domingos Salvador OFMCap. (1991–1999)
- Irineu Silvio Wilges OFM (2000–2011)
- Remídio José Bohn (2011–2018)
- Edson Batista de Mello (od 2019)